# Numer IMO

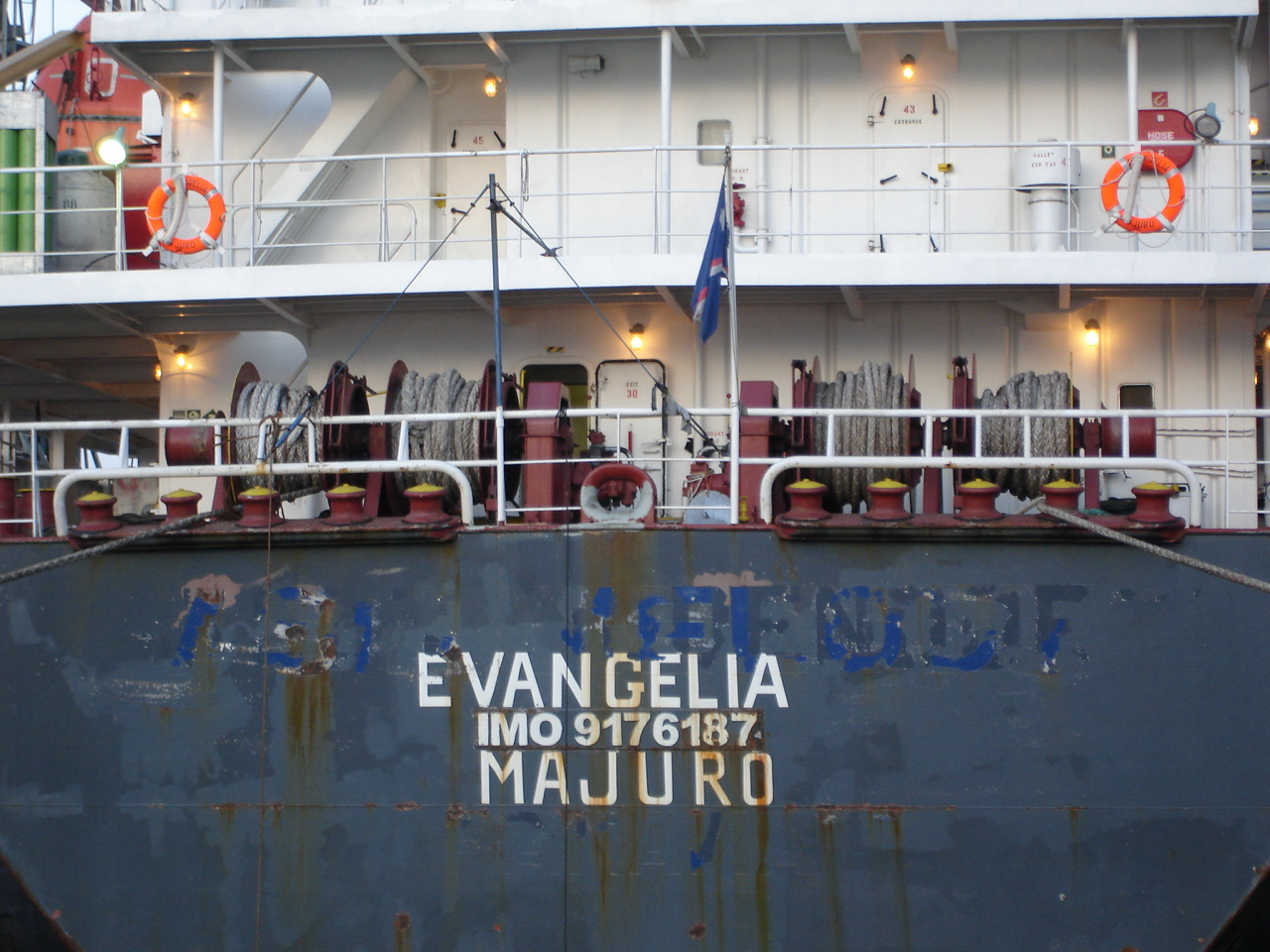
numer IMO na rufie statku EVANGELIA

Numer IMO – unikalny numer identyfikacyjny statku nadany przez Międzynarodową Organizację Morską (IMO). 
IMO wprowadziła w 1987 roku (rezolucja A.600(15)) jako środek mający na celu „poprawę bezpieczeństwa na morzu, zapobieganie zanieczyszczeniom oraz ułatwienie zapobiegania oszustwom”. Numer zostaje przypisany do kadłuba statku po położeniu stępki. Pozostaje niezmieniony także po przeniesieniu statku pod inną banderę czy zmianie jego nazwy. 
Numer obowiązkowo otrzymują w trakcie budowy statki pełnomorskie o pojemności brutto 100 i większej. Wyjątek stanowiąː
- Statki bez napędu mechanicznego
- Jachty rekreacyjne
- Statki specjalne (np. latarniowce, statki SAR)
- Barki samowyładowcze
- Wodoloty i poduszkowce
- Pływające doki i podobne konstrukcje
- Okręty wojenne i wojskowe
- Statki drewniane

Numer IMO składa się z trzech liter „IMO”, po których następuje siedem cyfr.
Numery identyfikacyjne powinny być w sposób trwały zamieszczone w widocznym miejscu na kadłubie (w praktyce – na ogół na rufie obok nazwy statku i jego portu macierzystego) lub nadbudówce. Ponadto numer IMO statków pasażerskich powinien być naniesiony na poziomej powierzchni widocznej z powietrza.

## Cyfra kontrolna
Ostatnia cyfra stanowi cyfrę samokontroli, umożliwiającą sprawdzenie poprawności numeru. Suma kontrolna obliczana jest na podstawie iloczynów kolejnych cyfr numeru (poza ostatnią) przez malejąco liczby od 7 do 2 (pierwszą cyfrę przez 7, drugą przez 6 itd, aż po szóstą przez 2). Ostatnia cyfra sumy iloczynów stanowi cyfrę samokontroli.
Przykład dla IMO 5375008 (Nora, Harlingen, Moewe, Vadder, Gerrit, In Spe, Utskar, Najaden, obecnie Kapitan Borchardt):
5×7+3×6+7×5+5×4+0×3+0×2=108.